# Verunić
Verunić ist eine Ortschaft auf der Insel Dugi Otok in Kroatien.

## Lage und Einwohner
Verunić liegt im äußersten Nordwesten von Dugi Otok in der Bucht Čuna. Die 54 Einwohner (2021) leben von der Fischerei, der Landwirtschaft und dem Tourismus.
| 1880 | 1890 | 1900 | 1921 | 1931 | 1948 | 1953 | 1961 | 1971 | 2001 | 2011 | 2021 |
| 77   | 49   | 61   | 48   | 103  | 99   | 105  | 97   | 80   | 57   | 40   | 54   |

## Geschichte
Die Barockkirche Unserer Lieben Frau von Karmen von 1697, mit einem alten Friedhof, zählt zu den Sehenswerten Gebäude im Dorf.

## Weblink
- Webseite des Tourismusverbandes